# Етервил
Етервил (фр. Eterville) насеље је и општина у северној Француској у региону Доња Нормандија, у департману Калвадос која припада префектури Кан.
По подацима из 2011. године у општини је живело 1382 становника, а густина насељености је износила 283,78 становника/km². Општина се простире на површини од 4,87 km². Налази се на средњој надморској висини од 24 метара (максималној 78 m, а минималној 12 m).

## Демографија
| 1962. | 1968. | 1975. | 1982. | 1990. | 1999. | 2011. |
| ----- | ----- | ----- | ----- | ----- | ----- | ----- |
| 307   | 319   | 378   | 493   | 766   | 1.043 | 1.382 |

График промене броја становника у току последњих година